# Треугольная алопеция
Треугольная алопеция (англ. Triangular alopecia) — тип выпадения волос, который может быть врожденным, но обычно проявляется в детском возрасте в виде очагового выпадения, которое может быть полным или оставлять после себя тонкие пушковые волоски. Поражённые люди, как правило, полностью здоровы. Процедура по восстановлению волос с использованием пересадки фолликулярных единиц такими методами, как FUE, FUE + FUI, HFE, DHI, стала успешным способом лечения височной треугольной алопеции.

## Описание

### Связь с другими состояниями
Треугольная алопеция связана с несколькими нарушениями, такими как пигментососудистый факоматоз и редко встречающийся синдром Сетлейса. Это наследуется по аутосомно-доминантному признаку и характеризуется аплазией кожи или атрофией кожи в височной области, которая, как говорят, напоминает следы от щипцов. Также могут наблюдаться огрубение черт лица, аномалии ресниц и бровей, а также отеки вокруг глаз.

## Распространённость
Предполагаемая частота этого состояния среди населения в целом составляет около 0,11 %. Выпадение волос не прогрессирует и не распространяется за пределы этих областей. Это не воспалительная, не оставляющая рубцов форма выпадения волос, которую легко спутать с очаговой алопецией.
В одном отчете упоминается, что родители ошибочно полагали, что состояние было вызвано врачами при внутривенном введении канюль в сосуды кожи головы в неонатальный период. Состояние является постоянным, и пораженная кожа не меняется в течение жизни.
Из 53 зарегистрированных случаев треугольной алопеции более половины (55,8 %) были выявлены в детском возрасте в возрасте от 2 до 9 лет, в то время как 36,5 % были выявлены при рождении и только 3,8 % (только два случая) во взрослом возрасте.